# Олешковичи 2
Оле́шковичи 2 (бел. Алешкавічы 2) — деревня в составе Мощаницкого сельсовета Белыничского района Могилёвской области Республики Беларусь.
До декабря 2012 года входила в состав упразднённого Эсьмонского сельсовета.

## Население
- 2010 год — 20 человек